# Castillo de la Encomienda de Víboras
El castillo de la Encomienda de Víboras es una fortificación medieval ubicada en un promontorio, junto al Río Víboras y muy próximo a la actual presa hidráulica, en la población de Las Casillas, en el municipio de Martos, provincia de Jaén, España. Tiene su origen en la construcción del siglo IX.
Parece ser la evolución fonética de Bib-Bora, que en árabe andalusí significa Puerta de Bora, por encontrarse en el lugar de acceso a la antigua ciudad turdetana de Bora, localizada en el Cerro de San Cristóbal y que acuñó moneda en el año 50 antes de nuestra era. Tras la conquista cristiana fue concedida en Encomienda a la Orden militar de Calatrava, hasta la desamortización eclesiástica de Mendizábal en el siglo XIX.